# Quod multum
Quod multum ist eine von Papst Leo XIII.  am 22. August 1886 veröffentlichte Enzyklika. Er wendet sich darin an die ungarischen Bischöfe und beschreibt die „Freiheit der Kirche“.

## Die Befreiung Ungarns und der Heilige Stephan
Ausgangspunkt seiner Darlegungen ist die Befreiung Ungarns in den Jahren 1686–1687, damit war die fast 170-jährige Dreiteilung Ungarns und die türkische Besatzung beendet. Zurückführend auf die glanzvollen Taten des Heiligen Stephan I. lobte er die Tapferkeit und den Stolz des ungarischen Volkes und bezeichnet die Befreiung Wiens von den Türken als die Abwehr des Islams von Europa. Er erinnert daran, dass der Heilige Stephan durch seinen Vorgänger Papst Gregor VII. in den Heiligenstand erhoben wurde und seit dieser Zeit der Landesapostel und Schutzpatron Ungarns sei.

## Vom gegenwärtigem Übel und dem Sozialismus
Im nächsten Abschnitt beschreibt er das gegenwärtige Treiben gegen die Kirchen und deren Einrichtungen als ein Übel in der Gesellschaft. Er mahnt vor Korruption und übermäßigem Reichtum und erinnert an die ureigenste Aufgabe der Kirche. Das, was er als Übel bezeichnet, ist aus seiner Sicht die rasante Umgestaltung der Gesellschaft. Er wendet sich besonders gegen die Ausbreitung des Sozialismus, der in seiner Betrachtung eine Gefahr für die Religion werden könnte.

## Die Religion in Ungarn
Bisher sei dem ungarischen Volk die Ruhelosigkeit und der Angriff des Pöbels erspart geblieben, schreibt er weiter, aber die Gefahren würden uns zu einer neuen und starken christlichen Gemeinschaft führen. Es sei eine ernsthafte Aufgabe, die Religion zu erhalten, dabei dürfe kein Alter und kein Personenstand vernachlässigt werden, es müsse notfalls auch Repressalien überstanden werden.

## Katholische Ausbildung der Jugend
Die staatlichen Schulen würden zwar den Versuch unternehmen, in die Religion einzugreifen, doch hiergegen muss die Wachsamkeit und die heilbringende Tugend der Religion stark bleiben. Es sei die christliche Bildung in den Familien, in der Kindheit und während der Jugend von zentraler Bedeutung. Deshalb müsse jegliche Energie entwickelt werden, die Freiheit der christlichen Erziehung zu wahren. Als großzügigsten Gönner bezeichnet er den Gründer der Universität Budapest, den Erzbischof Kardinal Péter Pázmány, denn er sporne zum Studium an und habe das christliche Studium vorangetrieben.

## Über die Ausbildung der Priester
Er weist den Priesteramtskandidaten und den Bischöfen eine besondere Rolle in der Freiheit der christlichen Lehre zu, er bestärkt sie in ihrem Bestreben, das heilige Studium voranzutreiben. Die Bischöfe exhortiert er, in ihrer Aufsichtspflicht und Unterstützung der Priester nicht nachzulassen und mit besonderem Beispiel voranzugehen.